# سلیمان دیاموتنه
سلیمان دیاموتنه (انگلیسی: Souleymane Diamouténé؛ زادهٔ ۳۰ ژانویهٔ ۱۹۸۳) بازیکن فوتبال اهل مالی است.
از باشگاه‌هایی که در آن بازی کرده است می‌توان به باشگاه فوتبال لفسکی صوفیه، باشگاه فوتبال دلفینو پسکارا، باشگاه فوتبال لچه، باشگاه فوتبال پروجا، باشگاه فوتبال باری، و باشگاه فوتبال آ.اس. رم اشاره کرد.
وی همچنین در تیم ملی فوتبال مالی بازی کرده است.